# Bo Hallberg
Bo Hallberg, född 12 april 1922 i Katarina församling, Stockholms län, död 22 april 1999 i Runstens församling, Kalmar län, var en svensk präst och psalmdiktare. 
Hallberg tog studenten vid Norra Latin i Stockholm och blev senare kyrkoherde i Lenhovda, Växjö stift och teologie doktor. Han författade 1984 psalmen "På tröskeln till Marias hem", som togs med i Den svenska psalmboken 1986. Bo Hallberg var son till grosshandlaren Olof Hallberg och Lisa Hallberg, född Almgren.

## Psalmer
- På tröskeln till Marias hem nr 164 i Den svenska psalmboken 1986.